# Strongylocassis atripes
Strongylocassis atripes es una especie de insecto coleóptero de la familia Chrysomelidae.
Fue descrita científicamente en 1859 por Le Conte.